# (13639) 1996 EG2
(13639) 1996 EG2 là một tiểu hành tinh vành đai chính. Nó được phát hiện bởi Seiji Ueda và Hiroshi Kaneda ở Kushiro, Hokkaidō, Nhật Bản, ngày 10 tháng 3 năm 1996.